# Чопра, Приянка
Приянка Чопра-Джонас (англ. Priyanka Chopra Jonas; род. 18 июля 1982 года, Джамшедпур, Бихар) — индийская актриса, фотомодель и певица. Победительница конкурса Мисс мира 2000. Обладательница Национальной кинопремии, Filmfare Awards и ряда других кинематографических наград Индии. В 2016 году была удостоена индийской государственной награды Падма Шри.

## Биография
Чопра родилась в Джамшедпуре, Индия. Её родители Ашок (ум. 9 июня 2013 года от рака) и Мадху Чопра — военные врачи, поэтому семья часто переезжала с одного места в другое: из Ладакха в Кералу, затем в Мумбаи и Джамшедпур. У неё есть брат Сидхарт, который на восемь лет младше её. В детстве страдала от астмы. Её двоюродная сестра Паринити Чопра тоже стала актрисой.
Когда ей исполнился год, мать отправила её жить со своими родителями. В шесть лет Приянка вернулась домой, но через год её отдали в женскую школу-интернат в Лакхнау. Затем будущая актриса училась в Барели в колледже Марии Горетти. В тринадцать лет мать отвезла её в США, и выпускной класс она закончила в Бостоне.
Её стремлением было стать программистом или психологом. Увлекалась танцами и музыкой, писала рассказы. Затем загорелась желанием стать актрисой. Кто-то посоветовал ей принять участие в конкурсе красоты. Таким образом, в 2000 году она стала вице-мисс Индия, а затем в том же году, в возрасте 18 лет, Мисс мира. За семилетний период Приянка стала пятой представительницей Индии, удостоенной этого титула. В том же году другая представительница Индии, мисс Индия Лара Датта, завоевала титул Мисс Вселенная.
В 2002 году состоялся её кино дебют в тамильском фильме Thamizan в паре с популярным в штате актёром Виджаем. Для этого фильма она также записала песню «Ullathai Killathe». В 2003 году началась её карьера в Болливуде в фильме «Из воспоминаний», который провалился в прокате. Прорывом для неё стал фильм «Любовь над облаками», в котором она снялась вместе с Акшаем Кумаром и ещё одной дебютанткой «Мисс Вселенная 2000» Ларой Датта. Фильм имел коммерческий успех и принёс обеим актрисам Filmfare Award за лучшую дебютную женскую роль.
В 2004 году три фильма с её участием провалились в прокате, и только два, «Выходи за меня замуж» и «Противостояние», имели коммерческий успех.
В 2006 году вышли три фильма «Крриш», Aap Ki Khatir и «Дон. Главарь мафии», в первом из которых её героиня — журналистка, которая заинтересовалась способностями главного героя. В «Главаре мафии», она сыграла девушку, которая мстит за брата и его невесту, повторив роль Зинат Аман из оригинального фильма. Все три картины имели коммерческий успех.
В 2008 году актриса исполнила двойную роль: девушку из нашего времени и девушку из будущего в научно-фантастическом фильме Love Story 2050. Также она сыграла героиню со сверхспособностями в фильме Drona. Оба фильма провалились в прокате.

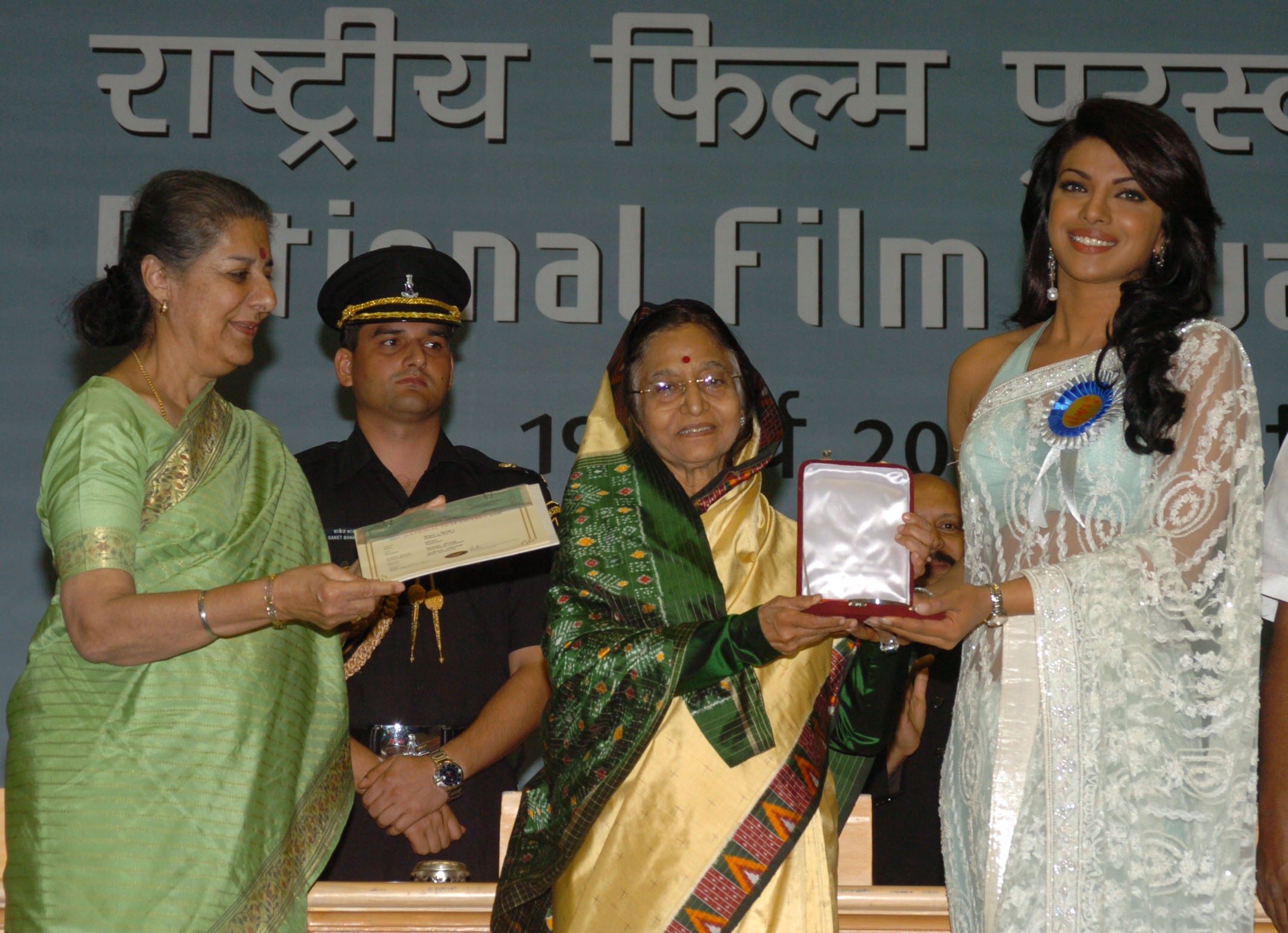
Президент Пратибха Патил вручает Приянке Чопре награду за лучшую женскую роль в фильме «В плену у моды», 19 марта 2010 года.

Своё положение она исправила в том же году в фильме «В плену у моды», где сыграла супермодель из провинции. Ради съёмок она сбросила 6 кг. Фильм имел коммерческий успех, а роль принесла ей несколько наград за лучшую женскую роль, в том числе Национальную кинопремию за лучшую женскую роль.
В 2012 году вышел, имевший коммерческий успех, фильм «Огненный путь», где она сыграла возлюбленную главного героя. В том же году вышел фильм «Барфи», где она сыграла аутистку Джхилмилу Чаттеджи, которая влюбилась в глухонемого парня. Чтобы войти в образ, она посещала некоторые места для людей с ограниченными возможностями и проводила время с людьми с аутизмом. Фильм также имел коммерческий успех.
В 2013 году вышли два фильма с её участием, в числе которых «Крриш 3», имевший коммерческий успех. Также она снялась в двуязычном ремейке фильма 1973 года «Затянувшаяся расплата», ради съёмок выучив телугу. Однако в итоге в телугуязычной версии её озвучивала певица Чинмайи. Обе версии провалились в прокате. В том же году Чопра выступила в item-номерах «Babli Badmaash» для фильма «Стрельба в Вадале», также приняв участие в промокампании фильма, и «Ram Leela title song» для фильма «Рам и Лила», а также озвучила персонажа Ишани в мультфильме «Самолёты».
Последним её фильмом в Болливуде на данный момент[уточнить] — Jai Gangaajal, являющийся продолжением фильма 2003 года, в котором она сыграла бесстрашного офицера полиции. Приянку хвалили за её высококлассную игру, но сам фильм не оправдал ожиданий.

### Деятельность за пределами Индии и киноэкрана
Чопра — единственная представительница Индии, которая пела в Национальном хоре National Opus Honor Choir в США.
В дополнение к активным съёмкам в кино, она участвует в сценических шоу, была ведущей третьего сезона в Fear Factor: Khatron Ke Khiladi и является колумнистом журнала Elle.

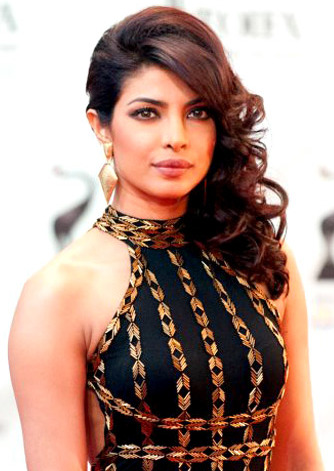
Чопра на кинопремии Times Of India Film Awards 2013

Чопра также певица. Она выпустила свой первый мировой сингл «In My City» в 2012 году. Второй сингл «Exotic», записанный совместно с американским рэпером Pitbull, вышел в 2013 году и получил блестящие отзывы музыкантов мирового шоу-бизнеса и многих слушателей в таких странах, как США и Канада. На канале YouTube к весне 2015 года ежедневное количество просмотров одноимённого видеоролика достигло более 59 млн. На начало апреля 2017 года количество просмотров сингла «Exotic» достигло более 109 млн. Третий сингл певицы «I Can’t Make You Love Me» установил рекорд Itunes India в первые 24 часа, заняв 3 место.
Чопра участвует в благотворительных акциях в Индии и в США, является послом доброй воли благотворительного фонда CAF и Конфедерации индийской промышленности CII, а также принимает участие в программах этих организаций по борьбе с безграмотностью.
В 2015 году Приянка Чопра получила основную роль в американском сериале «Куантико». Таким образом актриса стала первой представительницей Южной Азии, сыгравшей главную роль в американском сериале. «Куантико». В следующем году Чопра выпустила комедийно-драматический фильм «Вентилятор» на языке маратхи производства собственной компании Purple Pebble Pictures, который был тепло встречен зрителями и кинокритиками.
В мае 2017 года состоялся голливудский кинодебют Чопры в фильме Сета Гордона «Спасатели Малибу», где актриса появилась в качестве антагониста. Критики, в отличие от зрителей по всему миру, не очень тепло встретили картину. Однако IGN отметил блестящую актёрскую игру дебютантки: «Приянка затмевает почти всех, с кем она играет в фильме».
Приянка Чопра два года подряд выигрывала награду People’s Choise Awards, в 2016 году — в номинации «Лучшая драматическая актриса» вместе с партнёром по фильму «Спасатели Малибу» Дуэйном Джонсоном, ворвавшись в ТОП 100 самых влиятельных людей мира по версии журнала Time. В сентябре 2017 года она приступила к съёмкам третьего сезона сериала «Куантико», который вышел на экраны в апреле 2018 года. Актриса также должна была сыграть в биографической драме «Салют», основанной на жизни астронавта Ракеша Шармы, но впоследствии вышла из проекта.
В начале 2018 года на фестивале Сандэнс состоялась премьера американского фильма A Kid like Jake режиссёра Сайласа Ховарда, который является экранизацией пьесы Дэниела Перла (англ. Daniel Pearle). Помимо Приянки в фильме были задействованы такие актёры, как Клэр Дэйнс, Джим Парсонс, Октавия Спенсер.
В 2019 году она появилась на экранах как фотомодель-соперница главной героини в американской романтичной комедии режиссёра Тодда Штраус-Шулсона с названием «Ну разве не романтично?», в котором также снялись Лиам Хемсворт, Ребел Уилсон и Адам Дивайн.
Она также появилась в мелодраматическом фильме режиссёра Шонали Бос, где сыграла роль Адити Чаудхари — матери мотивационного оратора Айши Чаудхари.
В 2020 году актриса сыграла роль в фильме Роберта Родригеса «Мы можем быть героями».
Помимо этого Чопра, совместно с голливудской звездой Уиллом Смитом, стала продюсером и ведущей оригинального теле-шоу на YouTube под названием If I Could Tell You Just One Thing.
В честь 50 000 000 подписчиков в Instagram актриса призывала провести всемирный челлендж добрых дел #KindnessWithPCJ. Помимо выступления на форуме в Давосе, 4 марта 2020 года Чопра была приглашена в качестве докладчика на 9-й Международный правительственный коммуникационный форум в Шардже (ОАЭ). Как посол Global Citizen Приянка Чопра Джонас приняла участие в сентябрьском #TheAtlanticFest 2020 года вместе с Хилари Клинтон, Крисом Эвансом и многими другими влиятельными лицами. Она также выступила послом кинофестиваля TIFF в Торонто.
9 февраля 2021 вышла книга мемуаров Приянки под названием Unfinished, изданная Penguin Books в Индии и Ballantine Books в США и в Великобритании.

### Текущие и предстоящие проекты

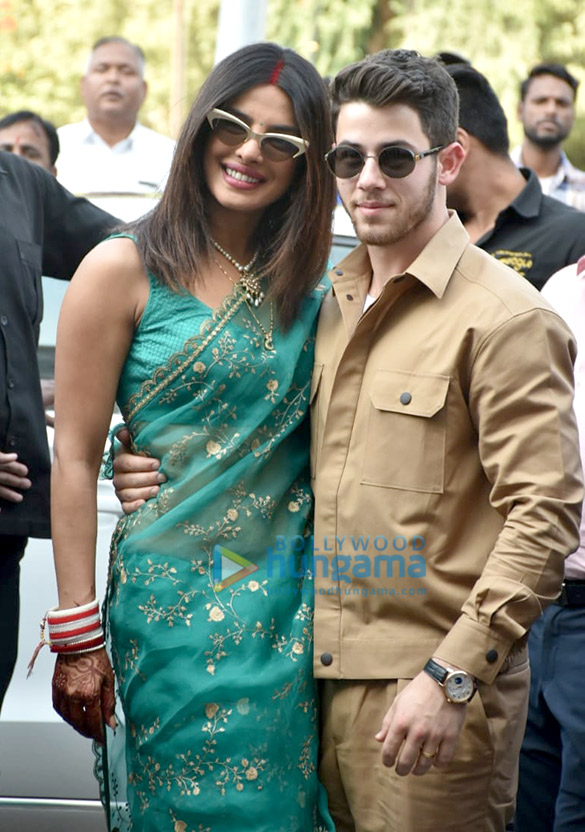
Приянка Чопра и Ник Джонас

В 2018 году Приянка Чопра сыграла психолога Сару Никс, у которой развиваются чувства к её подопечному Дункану (Крис Прэтт), в готовящемся фильме Cowboy Ninja Viking. Работа режиссёра Мишель Макларен основана на одноимённом графическом романе Э. Дж. Либермана и иллюстратора Райли Россмо, издаваемом Image Comics. Проект пока заморожен на неопределённый срок.
В 2020 году Чопра планировала сняться и спродюсировать фильм для Universal совместно с Минди Калинг и Дэниэлом Дж. Гуром об индийской свадьбе. Приянка также исполнила одну из главных ролей в фильме режиссёра Рамина Бахрани по мотивам романа «Белый тигр». Её партнёрами в фильме стали актёры Раджкумар Рао и Адарш Гурав. Она также сыграет главную роль Шилы Амбалал Патель, одной из лидеров движения Раджниша в 1980-х годах, которое организовало биоатаку в штате Орегон. В «Матрице: Воскрешении», премьера которой состоялась в декабре 2021 года, актриса присоединилась к Киану Ривзу, Кэрри-Энн Мосс, Яхье Абдул-Матину II, Джессике Хенвик, Нилу Патрику Харрису, Ламберту Уилсону, Джонатану Гроффу и Джаде Пинкетт-Смит.
В ноябре 2020 года актриса начала сниматься в Лондоне в фильме Text for you. Чопра также готовится к съёмкам в шпионском сериале «Цитадель», оригинальной серии Amazon, с Ричардом Мэдденом, над сюжетом которого работает команда франшизы «Миссия невыполнима». На данный момент сериал находится в стадии съемок, премьера ожидается в начале 2022 года.
Приянка Чопра Джонас в 2023 году продолжит съемки для комедийного боевика Ильи Найшуллера "Гавы государств" для Amazon Studios.Актриса также снимется в фильме Jee Le Zaraa режиссёров Ритеша Сидхвани, Зои и Фархана Ахтар вместе с Катриной Каиф-Каушал и Алией Бхатт-Капур, релиз фильма запланирован на 2024 год.
В качестве продюсера Приянка Чопра Джонас подписала многомиллионный контракт с Amazon Prime Video, а также сотрудничает с ViacomCBS для поддержки кинематографистов — дебютантов BIPOC и женщин-режиссёров.
В 2023 году актриса выступит в роли продюсера и героини фильма, адаптации романа Шилпи Сомая Говды «Тайная дочь» вместе с Сиенной Миллер для Amazon Studios. С августа 2021 года Приянка Чопра Джонас — председатель MAMI (Мумбайского кинофестиваля Академии кинопроизводства). Помимо этого актриса собирается повторить роль Прии Мехра в Krrish 4, четвёртом фильме франшизы Krrish.

## Личная жизнь
В начале 2018 года начала встречаться с актёром Ником Джонасом. В августе того же года пара обручилась во время максимально сокращённой церемонии помолвки «Рока». 1 и 2 декабря они сыграли свадьбы по христианским и индийским традициям в Раджастхане. У супругов 21 января 2022 года родилась дочь Малти Мари Чопра Джонас с помощью суррогатного материнства.

## Фильмография
| Год       |     | Русское название                   | Оригинальное название               | Роль                       |
| --------- | --- | ---------------------------------- | ----------------------------------- | -------------------------- |
| 2001      | кор | —                                  | Sajan Mere Satrangiya               | н/д                        |
| 2002      | ф   | Рождённые побеждать                | Thamizhan                           | Прия                       |
| 2003      | ф   | Из воспоминаний                    | The Hero: Love Story of a Spy       | Шахин Закария              |
| 2003      | ф   | Любовь над облаками                | Andaaz                              | Джия Сингхания             |
| 2004      | ф   | В поисках удачи                    | Plan                                | Рани                       |
| 2004      | ф   | По воле рока                       | Kismat                              | Сапна Госаи                |
| 2004      | ф   | Миссия в Цюрихе                    | Asambhav                            | Алиша                      |
| 2004      | ф   | Выходи за меня замуж               | Mujhse Shaadi Karogi                | Рани Сингх                 |
| 2004      | ф   | Противостояние                     | Aitraaz                             | миссис Сония Рой           |
| 2005      | ф   | Наедине с сыном                    | Blackmail                           | миссис Ратод               |
| 2005      | ф   | Судьба в твоих руках               | Karam                               | Шалини                     |
| 2005      | ф   | Наперегонки со временем            | Waqt: The Race Against Time         | Пуджа Митали               |
| 2005      | ф   | Вспомнить всё                      | Yakeen                              | Симар Оберой               |
| 2005      | ф   | И прольётся дождь…                 | A Sublime Love Story: Barsaat       | Каджал                     |
| 2005      | ф   | Мастер блефа                       | Bluffmaster!                        | Симран «Симми» Ахуджа      |
| 2006      | ф   | Такси №9211                        | Taxi No. 9 2 11: Nau Do Gyarah      | водитель                   |
| 2006      | ф   | Казино Чайна-Таун «36»             | 36 China Town                       | жена Карана                |
| 2006      | ф   | Чужой                              | Alag: He Is Different…. He Is Alone | певица                     |
| 2006      | ф   | Крриш                              | Krrish                              | Прия                       |
| 2006      | ф   | Ради тебя                          | Aap Ki Khatir                       | Ану Кханна                 |
| 2006      | ф   | Дон. Главарь мафии                 | Don                                 | Рома                       |
| 2007      | ф   | Здравствуй, любовь!                | Salaam-E-Ishq                       | Камна «Камини»             |
| 2007      | ф   | Старший брат                       | Big Brother                         | Аарти Ганди / Аарти Шарма  |
| 2007      | ф   | Моё имя Энтони Гонсалвес           | My Name Is Anthony Gonsalves        | в роли самой себя          |
| 2008      | ф   | Любовь 2050                        | Love Story 2050                     | Сана Беди / Зейша          |
| 2008      | ф   | О Боже, ты велик!                  | God Tussi Great Ho                  | Алия Капур                 |
| 2008      | ф   | Чамку                              | Chamku                              | Шубхи                      |
| 2008      | ф   | Дрона                              | Drona                               | Сония                      |
| 2008      | ф   | В плену у моды                     | Fashion                             | Мегхна Матхур              |
| 2008      | ф   | Близкие друзья                     | Dostana                             | Неха Мелвани               |
| 2009      | ф   | Биллу                              | Billu                               | певица                     |
| 2009      | ф   | Негодяи                            | Kaminey                             | Свити                      |
| 2009      | ф   | Кто ты по знаку зодиака?           | What’s Your Raashee?                | разные персонажи           |
| 2010      | ф   | Любовь невозможна                  | Pyaar Impossible!                   | Алиша Мерчант              |
| 2010      | ф   | Знать бы откуда пришла             | Jaane Kahan Se Aayi Hai             | в роли самой себя          |
| 2010      | ф   | Незнакомец и незнакомка            | Anjaana Anjaani                     | Киара                      |
| 2011      | ф   | Семь прощённых убийств             | 7 Khoon Maaf                        | Сюзанна Анна-Мари Джоаннес |
| 2011      | ф   | Случайный доступ                   | Ra.One                              | Дези / девушка в беде      |
| 2011      | ф   | Дон. Главарь мафии 2               | Don 2: The King is Back             | Рома                       |
| 2012      | ф   | Огненный путь                      | Agneepath                           | Каали                      |
| 2012      | ф   | Наши истории любви                 | Teri Meri Kahaani                   | Руксар / Радха / Арадхана  |
| 2012      | ф   | Барфи!                             | Barfi!                              | Джилмил Чаттерджи          |
| 2013      | ф   | Безумие любви                      | Deewana Main Deewana                | Прия                       |
| 2013      | ф   | Перестрелка в Вадале               | Shootout at Wadala                  | Бабли                      |
| 2013      | мф  | Самолёты                           | Planes                              | Ишани                      |
| 2013      | ф   | Затянувшаяся расплата              | Zanjeer                             | Мала                       |
| 2013      | ф   | —                                  | Toofan                              | Мала                       |
| 2013      | ф   | Крриш 3                            | Krrish 3                            | Прия Мехра                 |
| 2013      | ф   | Рам и Лила                         | Goliyon Ki Raasleela Ram-Leela      | танцовщица                 |
| 2014      | ф   | Вне закона                         | Gunday                              | Нандита                    |
| 2014      | ф   | Мэри Ком                           | Mary Kom                            | Мэри Ком                   |
| 2015      | ф   | Пусть сердце бьётся                | Dil Dhadakne Do                     | Айша Мехра                 |
| 2015      | ф   | Баджирао и Мастани                 | Bajirao Mastani                     | Кашибаи                    |
| 2015—2018 | с   | Куантико                           | Quantico                            | Алекс Перриш               |
| 2016      | ки  | —                                  | Marvel Avengers Academy             | Камала Хан / мисс Марвел   |
| 2016      | ф   | Слава водам Ганга                  | Jai Gangaajal                       | Абха Матхур                |
| 2017      | ф   | Спасатели Малибу                   | Baywatch                            | Виктория Лидс              |
| 2018      | ф   | Парень как Джейк                   | A Kid Like Jake                     | Амал                       |
| 2019      | ф   | Ну разве не романтично?            | Isn’t It Romantic                   | Изабелла                   |
| 2019      | ф   | Небо розового цвета                | The Sky is Pink                     | Адити Чаудхари             |
| 2020      | ф   | Мы можем быть героями              | We Can Be Heroes                    | мисс Гранада               |
| 2021      | ф   | Белый тигр                         | The White Tiger                     | мадам Пинки                |
| 2021      | ф   | Матрица: Воскрешение               | The Matrix Resurrections            | Сати                       |
| 2023      | ф   | If I Could Tell You Just One Thing | IICTYJOT                            | Приянка Чопра              |
| 2023      | ф   | Цитадель                           | Citadel                             | Надия Сингх                |
| 2023      | ф   | Люби снова                         | Love Again                          | Мира Рей                   |
| 2025      | ф   | Главы государств                   | Head of State                       | Ноэль Биссет               |